# Nederlandse Voedsel- en Warenautoriteit

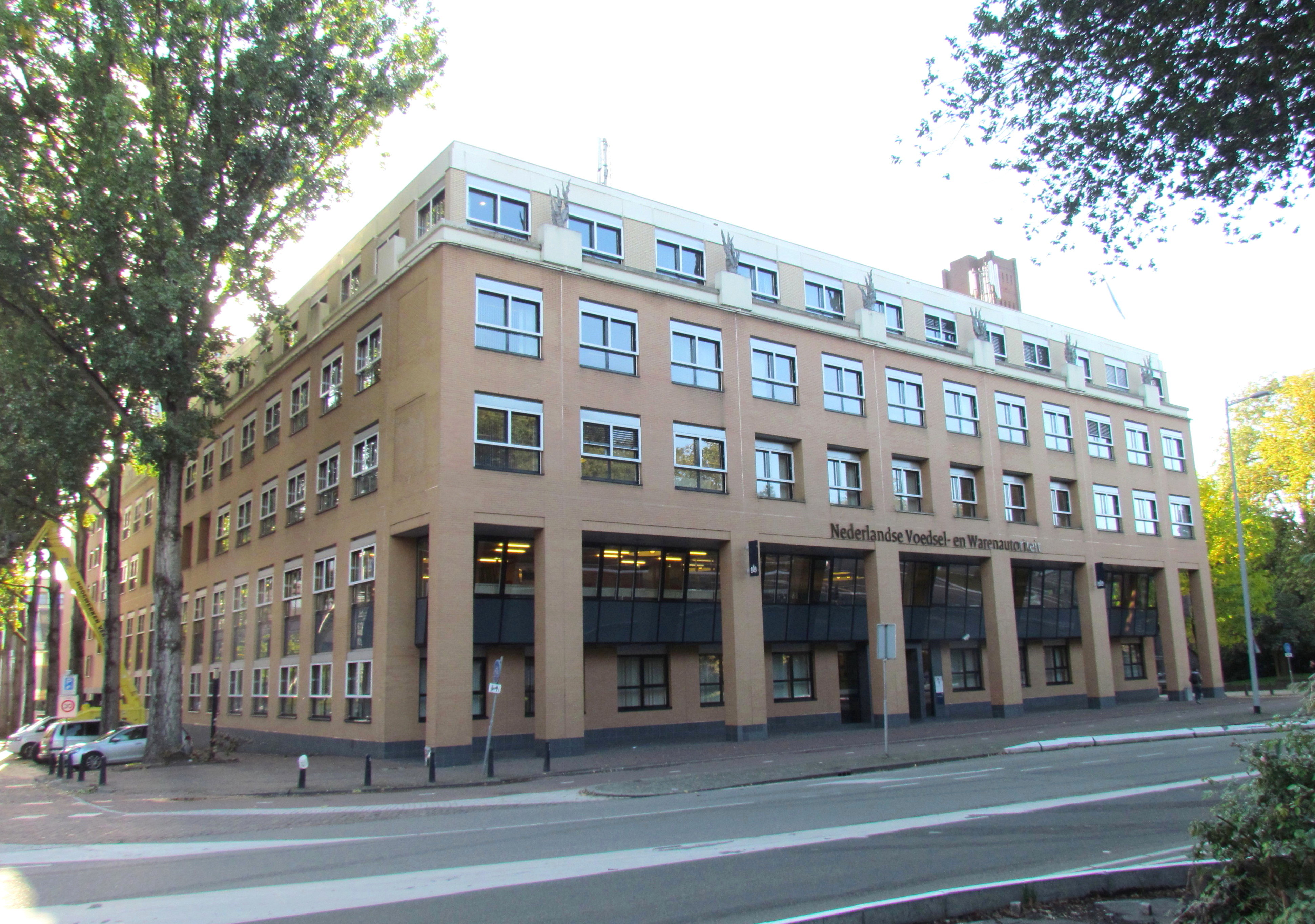
Hauptsitz der Nederlandse Voedsel- en Warenautoriteit, Catharijnesingel, Utrecht

Die Nederlandse Voedsel- en Warenautoriteit (NVWA; dt.: Niederländische Behörde für die Sicherheit von Lebensmitteln und Konsumgütern) ist eine niederländische Behörde, die für die Überwachung von  Produzenten, Importeuren und Händlern auf Einhaltung von lebensmittel- und konsumgüterrechtlichen Gesetzen und Vorschriften zuständig ist.
Die NVWA untersteht der Verantwortung des Ministerie van Landbouw, Visserij, Voedselzekerheid en Natuur (dt. Ministerium für Landwirtschaft, Fischerei, Ernährungssicherheit und Natur). Ferner arbeitet sie auch im Auftrag des  Ministerie van Volksgezondheid, Welzijn en Sport (dt. Ministerium für Gesundheit, Soziales und Sport).
Die NVWA entstand 2012 durch Fusion aus der Voedsel- en Warenautoriteit (VWA) mit dem Algemene Inspectiedienst (AID; dt. Generalinspektionsdienst) und dem Plantenziektenkundige Dienst (PD; dt. Pflanzenschutzdienst). Sitz der Behörde ist Utrecht.

## Tätigkeitsbereiche
Die NVWA ist in folgenden Bereichen aktiv:
- Lebensmittelsicherheit im Gastgewerbe, Einzelhandel und Institutionen
- Lebensmittelsicherheit für industrielle Lebensmittel
- Lebensmittelsicherheit in Schlachthöfen und Zerlegungsbetrieben
- Spezielle Lebensmittel- und Getränkeprodukte
- Sichere Konsumgüter
- Import (Tiere, tierische Produkte, Pflanzen, Lebensmittel, Konsumgüter)
- Export (Tiere, tierische Produkte, Pflanzen, Lebensmittel, Konsumgüter)
- Tierschutz
- Natur
- Tiergesundheit (Prävention)
- Tiergesundheit (Kontrolle und Umgang mit Verdachtsmomenten)
- Tierarzneimittel
- Futtermittel
- Tierische Nebenprodukte (Fett, Knochen, Haut, Wolle)
- Gülledüngung
- Pflanzenschutz
- Phytosanitäre Sicherheit (Handel mit krankheitsfreien Pflanzen)
- Fischerei
- Tabak
- Europäische und nationale Förderprogramme